# 格拉瑟豪森
格拉瑟豪森（德語：Glasehausen，發音：[ɡlaːzəˈhaʊzn̩]）是德国图林根州艾希斯费尔德县曾经的一个市镇，面积2.61平方千米，2023年12月31日人口为148人。2024年1月1日，格拉瑟豪森与市镇霍厄斯克罗伊茨并入市镇海尔巴特海利根施塔特。